# Великое княжество Литовское
Вели́кое кня́жество Лито́вское (з.-рус. Великое Князство Литовъское, Руское, Жомоитъское, лат. Magnus Ducatus Lithuaniae, пол. Wielkie Księstwo Litewskie) — восточноевропейское полиэтничное и поликонфессиональное государство, существовавшее с середины XIII века по 1795 год на территории современных Литвы (за исключением Клайпедского края), Беларуси (вся территория), Украины (бо́льшая часть, до 1569 года), России (западные земли, включая Смоленск, Брянск и Курск, до середины XVII века), Польши (Подляшье, до 1569 года), Латвии (частично, с 1561 года), Эстонии (южная часть, с 1561 по 1629 год) и Молдовы (левобережная часть Молдавского Приднестровья, до 1569 года).
С 1386 года Великое княжество Литовское находилось в личной унии с Королевством Польским, а с 1569 года — также в сеймовой унии с Польшей в составе конфедеративной Речи Посполитой. В XV—XVI веках Великое княжество Литовское — соперник Русского государства в борьбе за господство на землях Руси и в целом в Восточной Европе. Прекратило существование после принятия конституции 1791 года. В результате третьего раздела Речи Посполитой в 1795 году территория княжества вошла в состав Российской империи.

## Название
В средневековых письменных источниках название государства и титул правителя не были постоянными и менялись в зависимости от изменения границ и перемен в государственном устройстве. В середине XIII — начале XIV веков государство именовали Литвой. Так, великий князь Миндовг короновался как «король Литвы». После присоединения Киевской земли и других земель современной Украины великий князь Гедимин титуловался как «король литовцев и многих русских», а после присоединения части современной Латвии — «король литовцев и русских, владетель и князь Земгалии». С обретением в 1441 году Жемайтией политической автономии и статуса княжества великий князь начинает пользоваться титулатурой «великий князь… всее Литовское земли и Жомойтское и многих Руских земель». Правовой кодекс Статут Великого княжества Литовского 1529 года, написанный на западнорусском языке, начинается со слов:

 Права писаныя даны панству Великому князьству Литовскому, Рускому, Жомойтскому и иных через наяснейшого пана Жикгимонта, з Божее милости короля полского, великого князя литовского, руского, пруского, жомойтского, мазовецкого и иных

Таким образом, в этот период развёрнутым официальным названием государства на западнорусском языке было «Великое князство Литовское, Руское, Жомойтское и иных [земель]».
После заключения Люблинской унии и присоединения земель современной Украины к Польше (1569 год) государство начало называться только Великим княжеством Литовским, хотя правитель продолжал титуловаться великим князем литовским, русским, прусским, жемайтским, мазовецким, а после присоединения в 1561 году Ливонии — и ливонским.
В официальных документах для обозначения государства использовались названия «Великое княжество Литовское», «господарство», «панство». Термин «Речь Посполитая» использовался как для обозначения только Великого княжества Литовского, так и в качестве названия всего польско-литовского государства.
В XIV—XV веках возникает понятие «Русь Литовская» как противопоставление понятию «Русь Московская».
В российской историографии XIX — начала XX века для обозначения Великого княжества Литовского широко применялся термин Литовско-Русское государство. Его утверждение в научном обиходе было реакцией на политические события современности: восстания 1830—1831 и 1863—1864 годов.

## Вопрос зарождения Великого княжества Литовского
В российской историографии начала XXI века зарождением Великого княжества Литовского считается союз литовских земель, включавший Лиетуву, области Упиты и Делтувы, Шяуляй и часть Жемайтии. В процессе этнического формирования литовцев наряду с аукштайтами принимали участие и другие балтские племена — жемайты, ятвяги (судувы), отдельные группы куршей, земгалов, селов и пруссов. В конце XII — начале XIII века формируются земли Лиетува, Делтува, Дайнава, Судува, Скалва, Нальшя, Каршува, Упите.
В литовской историографии зарождение ВКЛ также связывают с союзом литовских племён. «Литовской землёй в узком смысле» считается территория между средним течением Немана, реками Вилия и Мяркис. Старейшими областями расселения литовских племён является Делтува и Нальша (современная северо-восточная Литва). С нижнего течения реки Вилия литовцы продвинулись на север, образовав землю Упите. После ассимиляции куршей и близких им западных балтов здесь образовался литовский этнос жемайтов. Литовцы раскололись на два племени: восточных литовцев (именуемых непосредственно литовцами) на землях Нальши и Делтувы, и литовцев-жемайтов на землях современной Южной Жемайтии.
В белорусской историографии Начиная с 1990-х годов вопросы генезиса Великого княжества Литовского, его истоков и этнической основы стали активно дискутироваться в научном сообществе. Ряд белорусских историков подверг критике существующую «советскую» концепцию генезиса ВКЛ. Ревизии подверглись тезисы об этническом составе ядра нарождавшегося государства и его географической локализации. Были выдвинуты альтернативные местоположение этого ядра и его этнический состав. В белорусской историографии для этого «нового» ядра образования ВКЛ появился термин — «летописная литва». Однако в самой белорусской историографии консенсуса по вопросу «летописной литвы» нет, а существует несколько активно критикующих друг друга точек зрения.
Ни один источник, упоминающий Литву в XI — первой половине XIII века, не содержит ясных и непротиворечивых указаний, где она находилась. Также в источниках нет локализации первоначальной вотчины Миндовга, то есть «Литовской земли» в узком смысле. В источниках нет сведений, каким образом Новогродок оказался под властью Миндовга и каков был характер этой власти. Отсутствие чётких ответов на эти вопросы позволяет создать разные логически непротиворечивые теории, взяв в качестве аксиомы различный набор ответов.

## История

### Литовские племена
Этническое формирование литовцев происходило на основе балтских племен.
К группе Восточных балтов, которые занимали территорию современных Восточной Литвы, Южной и Восточной Латвии, относятся литовцы, аукштайты, жемайты, латгалы, земгалы и селы. К группе Западных балтов — ятвяги, курши и скальвы, жившие на территории современной Западной Литвы. Литовский и латышский языки выделились из балтского праязыка в VI—VII веках.
С середины I тысячелетия литовский этнос начал разрастаться и доминировать над соседними балтскими племенами. К XI—XII веку по своему социальному развитию и политической схеме литовское общество далеко обогнало другие балтские племена. Воинские дружины из случайных отрядов превратились в социальную прослойку, возник сильный институт вождей, а экономической основой стали грабительские походы.
Впервые в письменных источниках Литва упомянута в Кведлинбургских анналах под 1009 годом при описании смерти миссионера Бруно Кверфуртского.

1009 г. … Святой Бруно, который звался Бонифацием, архиепископ и монах, был обезглавлен язычниками на границе Руси и Литвы в 11-й год своего подвижничества вместе с 18 спутниками, и 9 марта вознёсся на небо:

В русских летописях первое датированное упоминание литвы относится к 1040 году, когда состоялся совместный поход Ярослава Мудрого и Польши против мазовшан и выступивших в их поддержку племён:

Въ лѣто 6548. Ярославъ иде на литъву

Литовцы признали верховенство Руси и начали выплачивать ей дань, что сдерживало зарождение литовской государственности. В 1132 году, после распада древнерусского государства, Литва освободились от этой зависимости. В результате этого же распада в 1132 году независимость от Киева получила Полоцкая земля, которая сразу же и сама распалась на волости.
В начале XII века из Туровского, Полоцкого либо Волынского княжеств выделяется пограничное с балтскими территориями Городенское княжество, находившееся в бассейне верхнего Немана. Данные археологии и лингвистики позволяют говорить о существовании на территории Понеманья широкой зоны активных балто-славянских контактов мирного характера. В процессе прихода славянских колонизационных волн на территорию Понеманья в XI—XII веках увеличилось количество поселений и погребальных комплексов, оставленных дреговичами, кривичами и другим балто-славянским населением.
Литовцы стали принимать участие в междуусобицах полоцких Изяславовичей и других конфликтах на Руси (1162, 1180, 1198 годы), но ближе к XIII веку такие факты исчезают.
С 1180-х годов возрастают число и мощь набегов литовцев на Русские земли при отсутствии ответных походов вглубь Литвы. В. Т. Пашуто объясняет это ослаблением Руси из-за наступившей политической раздробленности. В конце XII — начале XIII века набеги совершаются на новгородские, псковские, смоленские, черниговские и волынские земли. На этом фоне в русских летописях восприятие языческой литвы становится резко негативным. По отношению к литве начинает использоваться характеристика «поганые», в домонгольское время применявшаяся только к половцам и волжским булгарам.
С 1180-х годов начинаются попытки католической церкви по христианизации язычников Восточной Прибалтики. В 1201 году была основана Рига, ставшая резиденцией католического епископа. В 1202 году возник духовно-рыцарский Орден меченосцев. Он начал захватывать земли ливов, земгалов, куршей, латгалов и эстов севернее литвы, также в начале XIII века земли пруссов начал захватывать Тевтонский орден юго-западнее литвы.
В начале XIII века на постоянную основу ставятся походы литовцев не только на русские и польские княжества, но и на территорию соседних балтских племён. Впервые источники о таких походах сообщают в 1159—1162 годах. Генрих Латвийский в Хронике Ливонии писал, что католические миссионеры с момента своего появления в 1184 году говорили про разбой на торговом пути по Двине как о традиционном занятии литовцев. Ливы и латгалы, по выражению хрониста, «были кормом и пищей литовцев».
Полоцкое княжество контролировало благодаря своей военной мощи и городам-колониям, расположенным на нижней Двине, значительную часть балтских земель. Согласно «Хронике Ливонии», полоцкий князь Владимир пользовался авторитетом в европейском христианском сообществе, и хронист применяет к нему европейскую королевскую титулатуру. В «Хронике» также содержатся свидетельства о даннической зависимости ливов от Полоцка. Литовцы же это время представляли только разрозненные военные отряды, нанимаемые время от времени для совершения военных походов полоцким князем. В 1214 году крестоносцы из Ордена меченосцев попытались напасть на расположенное в Ливонии Герсикское княжество, вассала Полоцкого княжества, но были разбиты литвой. Из-за трений между Полоцком и Орденом по поводу сбора дани с ливов полоцкий князь Владимир в союзе с литовцами предпринял в 1216 году поход на Ригу. Русско-литовское войско было собрано, но поход не состоялся из-за смерти Владимира. Но литовцы представляли значительную угрозу не только для Ордена, но и для самого Полоцка. Боевые столкновения между литовцами и полоцким князем позволяют историкам предполагать отсутствие договорных отношений между ними. Согласно другой точке зрения, Полоцкое княжество к этому времени оказалось в подчинённом положении к Литве, о чём говорит его превращение с 1198 года в плацдарм для экспансии Литвы на север и северо-восток, или во всяком случае полоцкие князья стали терять свои позиции в Литве и Подвинье.

### Миндовг. Образование государства
В литовском обществе конца XII — начала XIII века произошли серьезные общественно-политические изменения. Из общинных земель выделилась земли, обрабатывавшиеся рабами, неприкосновенные при общинном переделе и принадлежавшие обогатившимся за счёт грабительских набегов дружинников и знати. Начальники дружин превратились в князей, владевших землями и всей полнотой политической власти. Источником обогащения князей всё ещё оставались грабительские набеги на соседей. Над жителями каждой земли стояла дружинная организация, и на этой земле формировался так называемый «большой аллод князей» — принадлежавшая княжеским родам сеть поселений и укреплений.
На большинстве литовских земель было по одному князю, но это была семейная, а не личная власть. Во главе стоял один из членов семейства, а замки принадлежали и наследовались братьями, но все они сообща управляли землей. Создавались союзы князей, и в конце XII века во всей Литве возобладала одна группа «старших» князей.
Их власть распространялась на непосредственно Литву, состоявшую из Нальшан, Делтувы и Упите, и Жемайтии (без выхода к Балтийскому морю, побережье которого принадлежало куршским племенам). Сложилась конфедерация литовских земель, начались систематические нападения на русские земли.
Свидетельством существования раннефеодальных объединений на территории будущего Великого княжества Литовского считается договор 1219 года между Галицко-Волынским княжеством и князьями литвы, дяволтвы и жемайтов.

«Божиимъ повелениемь прислаша князи Литовьскии к великой княгини Романовѣ и Данилови и Василкови, миръ дающе. Быху же имена литовьскихъ князей се: старѣшей Живинъбудъ, Давъятъ, Довъспрункъ, братъ его Мидогъ, братъ Довъяловъ Виликаилъ. А жемотьскыи князи: Ерьдивилъ, Выкынтъ, а Рушьковичевъ — Кинтибуть, Вонибут, Бутовить, Вижѣикъ, и сынъ его Вишлий, Китений. Пликосова, а се Булевичи — Вишимут, егоже уби Миндого тъ, и жену его поялъ, и братью его побилъ, Едивила, Спрудѣйка, А се князи из Дяволтвы: Юдьки, Пукѣикъ, Бикши, Ликиикъ. Си же вси миръ даша князю Данилови и Василку, и бѣ земля покойна».

В договоре среди пяти старших литовских князей упоминается Миндовг. В 1230-х годах он занял лидирующие позиции среди литовских князей. Орден меченосцев окончательно был разбит при Сауле жемайтами и земгалами в 1236 году, его остатки вошли в Тевтонский орден. В 1235 году литовский князь Миндовг выступает союзником новогрудского князя Изяслава. Видимо, по указанию галицко-волынского князя Даниила, они вместе нападают на Мазовию.
В 30—40-х годах XIII века происходил процесс формирования Великого княжества Литовского и объединения литовских земель. Между старшими литовскими князьями шла борьба за власть, в которой старшие князья Живинбунд, Давьят и Вилигайло потерпели поражение и верх взяла семья Миндовга — Дауспрунка (Довспрунка). Даниил Галицкий женится на дочери Довспрунга. В 30-х годах умирает старший из братьев — Довспрунг, который владел северной частью литовских земель с Вильнюсским замком. Его сыновья Товтивил и Эдивид на тот момент были ещё слишком молоды и Миндовг стал старшим в роду. В литовских землях начинает формироваться многоуровневая система отношений сеньоров-вассалов. Многочисленные князья литовских земель покоряются Миндовгу, и около 1240 года он становится первым властителем Литвы. Впервые в руках старшего князя сосредоточились такие большие материальные и людские ресурсы, что привело к изменению отношений к нему. В русских письменных источниках он стал великим князем, а в немецких — королём.
В это же время из-за монгольского нашествия на Русь произошло ослабление русских земель. Для укрепления своего положения Миндовг стал посылать вассально зависимых от него князей на завоевание русских земель, в которых они должны были княжить. Литовские же владения этих князей отходили к Миндовгу. В 1239 году один из литовских князей пытался обосноваться на разорённой татарами Смоленской земле. Но великий князь Владимирский Ярослав изгнал литовцев из Смоленска. В середине сороковых годов XIII века в Литовское государство были включены Слоним, Новогрудок и Волковыск с окрестностями. В Новогрудке стал править старший сын Миндовга Войшелк.
Осенью 1242 года началось восстание пруссов против Тевтонского ордена, которых поддержал князь Восточного Поморья Святополк. В поисках союзников он обратился к крепнущей Литве и в 1244 году был заключен тайный союз, так как доктрина Крестовых войн запрещала князю католику Святополку сотрудничать с язычниками. В начале 1244 года Миндовг вступил в
Куронию и осадил замок Эмбуте, недавно взятый Ливонским
орденом, однако литовцы были выбиты из Куронии, после чего союз с Святополком распался. При этом Миндовг смог воспользоваться восстанием пруссов и включил в сферу своего влияния Скаловию, Надровию и Северную Ятвягию .
В 1242, 1243 и 1247 годах были попытки литовцев напасть на Волынские земли, однако в 1245 году они поддержали владимиро-волынского князя Василько и его брата Даниила Галицкого в борьбе против поляков и венгров.
По мнению литовского историка Э. Гудявичуса, к 1245—1246 гг. Миндовг получил верховную власть над Литвой.
В 1248—1249 годах литовцы провели в целом неудачный поход на Владимиро-Суздальское княжество, затем началась борьба за власть между Миндовгом и его племянником Товтивилом, которому помогали галицко-волынские Романовичи (Даниил Галицкий был женат на сестре Товтивила).
В целях улучшения внешнеполитического положения княжества Миндовг установил отношения с папой римским и принял католичество (1251). С согласия папы римского Иннокентия IV Миндовг был коронован королём Литвы, таким образом государство получило признание в качестве полноправного европейского королевства. На коронацию, состоявшуюся в 1253 году, были приглашены магистр Ливонского ордена Андрей Стирланд, архиепископ прусский Альберт II Зуэрбер, другие знатные особы, а также доминиканские и францисканские монахи. Церемонию провёл епископ Хелмно Гейденрейх, о месте коронации среди историков ведутся споры. По некоторым данным, коронация могла быть проведена в Новогрудке, на основании чего ряд историков делает вывод о том, что Новогрудок являлся столицей государства Миндовга.
По сведениям папских булл и позднейших сообщений Яна Длугоша, в 1255 году Миндовг совершил поход на польский город Люблин и сжёг его, а уже 7 августа 1255 года папа римский Александр IV объявил в Польше, Чехии и Австрии крестовый поход против Литвы. Сын Миндовга Войшелк, отказавшись от королевского титула, принял постриг в православном монастыре в Галиче и затем в 1255—1258 годах отправился в паломничество на Афон. В стране назревало недовольство деятельностью миссионеров, пытавшихся организовать католическое доминиканское епископство в Любче под Новогорудком. Назначенный епископом Литвы пресвитер Христиан жаловался папе римскому, что на его резиденцию нападают неверные из числа подданных Миндовга, в 1257 году он покидает Литву и уезжает в Германию. Впоследствии крестовые походы против Литвы объявлялись папой также в 1257, 1260 и 1261 годах.
В 1254 году Войшелк, сын Миндовга, от имени Миндовга заключил мир с Даниилом Галицким и передал Новогрудок со всеми остальными своими городами и городами Миндовга сыну Даниила Галицкого — Роману. В 1258 году, после того как произошло совместное вторжение в Литву галицко-волынских и ордынских войск под предводительством Бурундая, сильно разоривших окрестности Новогрудка, Роман был захвачен в результате заговора Войшелка и Товтивила. Позднее 1258 года полочане приняли на княжение в Полоцке Товтивила, который был женат на дочери полоцкого князя Брячислава. Товтивил придерживался союза с Миндовгом и Войшелком[страница не указана 296 дней].
Не позднее 1260 года Миндовг разорвал мир с Тевтонским орденом и поддержал восстание пруссов против орденской власти, начавшееся осенью 1260 года. По сообщению немецких хроник, литовские войска участвовали в разгроме Ордена на озере Дурбе в Курляндии 13 июля 1260 года, где погибли 150 рыцарей Ордена, в том числе магистр, маршал и несколько комтуров. Отрёкшись от христианства и формального мира с крестоносцами, Миндовг в 1260—1263 годах совершил несколько опустошительных для крестоносцев походов в Ливонию, Пруссию и Польшу. В январе 1263 года он сжёг владение гнезненского архиепископа в Кульмской земле.
В 1263 году Миндовг был убит заговорщиками, среди которых различные источники называют полоцкого князя Товтивила, нальшанского князя Довмонта, князя Тройната или великокняжеского воеводу Евстафия Константиновича. В государстве началась борьба за великокняжеский престол между полоцким князем Товтивилом и племянником Миндовга Тройнатом. Последнему удалось убить Товтивила и занять великокняжеский престол, однако вскоре Тройнат был свергнут сыном Миндовга Войшелком, опиравшимся на пинян. В 1263 году литвинам удалось занять Чернигов после смерти местного князя, но вскоре они были изгнаны оттуда Романом Брянским. Около 1265 года Войшелк пригласил православных священников и основал монастырь для распространения православия в Литве. В 1267 году он передал титул и власть зятю Миндовга и сыну галицко-волынского князя Даниилу Шварну. 
В период правления Шварна ВКЛ становится галицким протекторатом. Часть литовской знати приняла православие. Шварн уделял наибольшее внимание своим владениям в Галицкой земле. По мнению литовского историка Э. Гудавичуса, сложившееся при Шварне положение могло привести к обрусению Литвы, включению ее в политическую систему Галиции и Волыни. Литовская знать была против потери государственности, а также была недовольна тем, что Шварн не мешал расширению владений Тевтонского ордена. Поэтому Шварн был изгнан из ВКЛ, после чего Литва вышла из-под сильного влияния Галиции и Волыни. Новым великим князем литовским стал Тройден.
После смерти Шварна обострились отношения Литвы с галицко-волынскими князьями (даже незначительные нападения вызывали ответные походы с участием ордынских отрядов), которые в 1274—1275 в союзе с ханом Золотой Орды Менгу-Тимуром, а в 1277—1278 в союзе с ордынским беклярбеком Ногаем вторгались в литовские земли. В результате первого похода был сожжен и разграблен Новогрудок, резиденция Тройдена до 1275 года(но Новогрудский замок не был взят), целью второго похода был Гродно. Тройдену удалось окончательно закрепить за государством Аукштайтию, установить прочные союзы с земгалами и Мазовией. После убийства Тройдена княжил Довмонт.
Между 1282 и 1291 годами князьями становились Будикид и его брат Пукувер Будивид.

### Вхождение Новогрудка в Литву
Литовские и белорусские историки по разному видят историю включения Новогрудка в Литву. Литовские историки считают, что это произошло в результате завоевания, а белорусские, что в результате добровольного присоединения. Более того, в белорусской историографии утверждается уже как аксиома, что первой столицей Великого княжества Литовского был Новогрудок (смотри, например). Литовские историки считают это историческим мифом.
Фундамент советской историографии средневековой Литвы был заложен В. Т. Пашуто в конце 40-х — 50-х годах XX века. В 1959 году выходит его книга «Образование Литовского государства», а в 1972 году «Пути развития феодализма», где он делает вывод о существовании в прибалтийском регионе двух форм феодализма: немецко-балтийской и балтийско-славянской. В Литве существовала вторая форма, которая возникла вследствие соглашения раннефеодального Литовского государства с феодально-развитыми княжествами Полоцко-Минской Руси. Находясь в парадигме балтийско-славянской формы феодализма В. Т. Пашуто делает вывод, что во время образования Литовского государства у его ядра, Аукштайтии не хватило сил для прочного подчинения белорусских и украинских земель, «но феодалы этих более развитых, чем Литва земель, напуганные завоеваниями монгольской Орды и немецкого Ордена пошли на сговор с литовскими феодалами».
Литовская историография.
Вхождение Новогрудка в Литву произошло в 40-е года XIII века, во время сразу после монгольского нашествия на Русь. Разоренные Русские земли стали легкой добычей для литовцев. Интенсивность литовских набегов в это время была максимальной за всю историю. В результате этих набегов Новогрудок оказывается под властью Литвы, причем вокняжение Войшелка сопровождается жестокими репрессиями.
То, что Новогрудок был первой столицей Великого княжества Литовского литовские историки считают историческим мифом. Это утверждение есть в работах историков XIX века и было характерно для ранней историографии, но уже в начале XX века от него отказались. Впервые утверждение, что Новогрудок является первой столицей Литвы встречается в составленной около 1520—1525 года Литовской летописи третьей редакции (Хронике Быховца), а также повторяется в работах Матея Стыйковского со ссылкой на доступный ему список этой летописи. Его «Хроника польская, литовская, жмудская и всей Руси» 1582 года была первая печатная история Литвы и оставалась по этому вопросу основным источником информации в течение 250 лет. В результате этого утверждение о столичности Новогрудка получает широкое распространение. Версия истории Литвы Стрыйковского становится традиционной и повторяется в «Хронике Литовской и Жмойтской» XVII века и в «Истории Литвы» Альберта Виюк-Кояловича.
Рождение мифа литовский историк Т. Баранаускас описывает следующим образом. Автор Хроники Быховца (Литовская летопись третьей редакции) при её создании опирался на более раннюю Хронику Великого княжества Литовского и Жомойтского (Литовская хроника второй редакции) и на Ипатьевскую летопись. Однако легендарная история Литвы почти не имела точек соприкосновения с реальной историей, известной по Ипатьевской летописи и вставал вопрос как их совместить. Единственной точкой соприкосновения было место в Литовской хронике второй редакции, где описывается конец новогрудской династии с «неясным» упоминанием о Войшелке, который действительно правил в Новогрудке. Автор Хроники Быховца сделал это местом «привязки» Миндовга к легендарному тексту летописи, а вопрос о родстве он решил «втиснув» Миндовга между Войшелком и Рынгольдом. Таким образом он сделал Миндовга сыном Рынгольда и новогрудским князем.
Белорусская историография. Было добровольное присоединение Новогрудка к Литве. Белорусский историк В. Л. Носевич объясняет это так. После монгольского нашествия на Русь в 40-е годы XIII века происходило оформление зависимости русских земель от Монгольской империи. В зависимость попадали даже те области, до которых не доходили монгольские войска. Ордынцы воспринимали Русь как вотчину рода Рюриковичей и после победы над Русскими землями устанавливали свой контроль над всеми их территориями. Эта участь должна была постигнуть и белорусские земли Понеманья и Подвинья, в том числе и Новогрудскую землю. Чтобы этого избежать, было использовано «нестандартное» решение, а именно — смена «правящей династии». В роли такого сюзерена выступила вновь народившаяся военно-политическая сила — Литва, которая могла дать отпор Орде.По одной из гипотез, создание княжества относится к 1240-м годам, когда Миндовг был приглашён на княжение боярами Новогрудка, ставшего центром владений Миндовга.
Российская историография. Историк А. С. Кибинь, специалист по русско-литовскому пограничью X—XIII веков, считает, что экспансия Литвы в Верхнее Понеманье произошла не в результате военного захвата, а были использованы другие способы. Процесс подчинения длился всю первую половину XIII века. По мере роста мощи Литвы окружающие князья Рюриковичи становились союзниками литовцев и начинали признавать их суверенитет над собой. Косвенным подтверждением мирного пути подчинения является то, что археологически не зафиксировано следов крупномасштабного разорения Новогрудка в середине XIII века

### Гедимин. Основание династии
В 1295 году Будивида сменил его сын Витень (1295—1316), а после его смерти второй сын — Гедимин (правил в 1316—1341). Они соединили под своей властью силы всего государства, остановили движение крестоносцев, закрепили за Литвой западнорусские земли (многие из них добровольно вошли в состав ВКЛ) и начали экспансию в южнорусских землях, ослабленных монгольскими разорениями.
При Витене в конце XIII века, согласно спискам епархий Константинопольского престола, составленных при византийском императоре Андронике II Палеологе, была учреждена Литовская митрополия с центром в Новогрудке, включавшая в себя на первоначальном этапе епархии зависимые от Литвы — Полоцка и Турова, а с XIV века, вероятно, и Киева.
В 1317 году Гедимин добился уменьшения Киевской митрополии, имевшей в то время кафедру во Владимире-на-Клязьме. По его требованию при патриархе Иоанне Глике (1315—1320) была создана православная митрополия Литвы со столицей в Новгородке (Новогрудке — Малом Новгороде).
При Гедимине, основателе правящей династии, Великое княжество Литовское проявило немалые успехи в военном деле, оно значительно укрепилось экономически и политически, в стране строились православные и католические церкви и храмы. Гедимин установил династические связи с ведущими монархическими домами Восточной Европы: его дочери были замужем за польским королём Казимиром III, галицким князем Юрием II Болеславом, тверским князем Дмитрием Грозные Очи и московским князем Семёном Гордым. С Московским княжеством у Гедимина был мир; с Польшей он имел напряжённые отношения, иногда выливавшиеся в военные походы, не прекращалась вражда с германскими городскими общинами и папой римским. Также известно, что Гедимин пользовался золотоордынскими отрядами против крестоносцев.
В 1316 году Гедимин захватил Берестейскую землю, но затем заключил мир с галицко-волынскими правителями Львом и Андреем Юрьевичами (Любарт Гедиминович женился на дочери Андрея Юрьевича). После одновременной смерти братьев при невыясненных обстоятельствах (1323) Гедимин провёл поход на Волынь, затем на Киев. Некоторые историки отрицают историческую достоверность сведений о подчинении Киева Гедимином. В обоих случаях известно о противодействии Гедимину не только русских князей, но и татар. Любарт получил владения на Волыни, а после пресечения местной галицкой династии стал галицко-волынским князем (1340), но тогда же началась война за галицко-волынское наследство между Литвой и Польшей (до 1392). В Киеве в последующие годы известен князь Фёдор, хотя и действовавший в интересах Гедимина, но правивший в условиях продолжающегося баскачества. В 1333 году впервые в истории в Новгород был приглашён князь-нерюрикович Наримунт Гедиминович в качестве служилого князя, получивший в кормление пригороды и Карельскую землю (на протяжении 1333—1471 годов литовские князья из рода Гедиминовичей не раз были приглашены для обороны новгородских земель).

### Ольгерд и Кейстут
Так как в Великом княжестве Литовском не существовало определённого порядка престолонаследия, то в течение пяти лет после смерти Гедимина (1341—1345) государство стояло перед опасностью распада на самостоятельные земли. Оно разделилось на 8 частей, находившихся в управлении брата Гедимина Воина и семи сыновей Гедимина: Монвида, Наримунта, Кориата, Ольгерда, Кейстута, Любарта и Евнутия. Этим хотели воспользоваться крестоносцы, заключившие в 1343 году союз с Польшей и готовившиеся к походу на Литву.
По соглашению между Ольгердом и Кейстутом (1345) Евнутий был изгнан из Вильны. Братья заключили договор, по которому все они должны были повиноваться Ольгерду как великому князю. Кейстут управлял северо-западной частью княжества и вёл борьбу с Орденом. Действия Ольгерда были сосредоточены на восточном и юго-восточном направлении. При Ольгерде (правил в 1345−1377) княжество фактически стало доминирующей державой в регионе. В 1340 году в результате восстания в Брянске и перехода местного боярства на свою сторону Ольгерд взял Брянск. Восставшими был убит московский ставленник брянский князь Глеб Святославич. На юге владения Ольгерда расширились присоединением Брянского княжества (1355). Особенно позиции государства укрепились после того, как в 1362 году Ольгерд разбил татар в битве на Синих Водах и присоединил к своим владениям Подольскую землю. Вслед за тем Ольгерд сместил княжившего в Киеве князя Фёдора, подчинённого Золотой Орде, и отдал Киев своему сыну Владимиру. В первое время это привело к прекращению выплаты дани Орде, в которой в те годы шла борьба за власть, с этих земель.
Земли княжества при Ольгерде простирались от Балтики до Причерноморских степей, восточная граница проходила примерно по нынешней границе Смоленской и Московской, Орловской и Липецкой, Курской и Воронежской областей. Во время его правления в состав государства входили современная Литва, вся территория современной Беларуси, юго-запад современной России (включая Смоленск, Брянск и Курск), часть Украины. Для всех жителей Западной Руси Литва стала естественным центром сопротивления традиционным противникам — Золотой Орде и Тевтонскому ордену. В составе Великого княжества Литовского существовали «политически отделённые области», которые имели определённое самоуправление (Полоцкая, Витебская, Смоленская, Киевская, Волынская и другие земли).
Особое место в политике Ольгерда занимала борьба с Московским княжеством, которое стремилось к господству в Северо-Восточной Руси, в том числе помогая Кашинскому княжеству добиться независимости от Тверского княжества. В 1368 и 1370 годах Ольгерд дважды безрезультатно осаждал Москву, вынужденный отвлекаться на борьбу с крестоносцами. В 1371 году на стороне тверского князя выступил и добившийся лидерства в Золотой Орде Мамай, примерно в то же время возобновились выплаты дани в Орду с южнорусских земель, подчинённых Литве. В 1372 году Ольгерд заключил мир с Дмитрием Донским, но в последние годы своего правления Ольгерд утратил контроль над восточными землями княжества, прежде всего Брянском и Смоленском, склонившимися к союзу с Москвой, в том числе и против Орды.
За обладание Волынью Ольгерд вёл борьбу с Польшей, окончившуюся миром в 1377 году. Уделы Берестейский, Владимирский и Луцкий отошли к Литве, а земли Холмская и Белзская — к Польше.

### Ягайло и Витовт
После смерти Ольгерда (1377) старшим в роду оставался Кейстут, но, согласно желанию Ольгерда, он признал старшинство одного из двенадцати сыновей Ольгерда и своего племянника Ягайло. Последнего не признали его единокровные братья: Андрей Полоцкий и Дмитрий Брянский отъехали в Москву и вместе с Дмитрием Боброком участвовали в Куликовской битве против Мамая (1380). Вскоре Кейстут, узнав о сношениях племянника с Орденом, с целью утверждения своего единовластия, в 1381 году сверг его с престола. В следующем году Ягайло смог захватить Кейстута и уморил его в тюрьме. Во время этой борьбы Ягайло уступил ордену Жмудскую землю (1382). В 1384 году Ягайло, Скиргайло и Корибут заключили договор с Дмитрием Московским о династическом браке Ягайла с дочерью Дмитрия и крещении Литвы по православному обряду. Но в том же году сын Кейстута Витовт бежал из тюрьмы к немцам и с ними начал наступление на Литву. Ягайло поспешил помириться с Витовтом, дал ему в удел Гродно и Троки, а Ордену пообещал в течение четырёх лет принять католичество.
В 1385 году великий князь Ягайло заключил Кревскую унию с Польским королевством — принял католичество и новое имя Владислав, женился на наследнице польского престола Ядвиге и стал королём Польши, оставшись при этом и великим князем литовским. Это усилило позиции обоих государств в противостоянии с Тевтонским орденом. В 1387 году Владислав Ягайло официально крестил Литву.
Владислав Ягайло передал великокняжеский престол своему брату Скиргайло, признавшему верховную власть польского короля. Католическое крещение Литвы повлекло усиление польского и католического влияния. Литовским и русским боярам, принявшим католичество, была дана привилегия владеть землёй без ограничения со стороны князей (шляхетское достоинство по польскому образцу). Имения их освобождались от повинностей, за исключением постройки городов всей землёй. Для католиков вводились польские кастелянские суды. Эти порядки вызвали неудовольствие среди русско-литовской знати, во главе которой встал двоюродный брат Владислава Ягайло Витовт. Он вёл долгую борьбу за престол, привлекая на свою сторону антипольски настроенных князей и бояр Великого княжества Литовского и ища союзников и в крестоносцах, и в великом князе московском Василии I Дмитриевиче, за которого он отдал в 1390 году свою дочь Софью. Политике сближения Литвы и Москвы оказывал значительную поддержку митрополит Киевский Киприан.
В 1392 году между Ягайло и Витовтом было заключено Островское соглашение, по которому великим князем литовским становился Витовт, а Ягайло оставлял себе титул «верховный князь Литвы». Скиргайло был переведён в Киев, где вскоре умер (возможно, был отравлен). После заключения Островского соглашения и окончания войны за галицко-волынское наследство (1392) были лишены уделов князья Свидригайло в Витебске, Дмитрий-Корибут в Новгород-Северском, Федор Кориатович на Подолье, Владимир Ольгердович в Киеве, также Витовт заменил смоленского князя на своего наместника (1395). Данная политика была направлена прежде всего на усиление великокняжеской власти на наиболее экономически развитых, южных и восточных землях великого княжество Литовского. Вскоре она была свёрнута, и князья стали вновь получать владения в качестве уделов. Витовт стал стремиться к полной самостоятельности и отказал Ягайло в дани. Благодаря союзу с сыновьями Мансуры Мамай Витовту удалось мирным путём присоединить на юге в 1390-х годах к своему княжеству огромные территории Дикого поля. В 1399 году Витовт, поддержавший свергнутого ордынского хана Тохтамыша против ставленника Тамерлана Тимур-Кутлука, потерпел тяжёлое поражение от татарского мурзы Едигея в битве на Ворскле. Вследствие поражения Витовт вынужден был заключить мир с Новгородом, потерял Смоленск (вновь захвачен после нескольких походов с помощью польских войск в 1405), стал искать сближения с Ягайло. Ослабленное Великое княжество Литовское в 1401 году было вынуждено заключить новый союз с Польшей (так называемая Виленско-Радомская уния). Согласно положениям подписанного акта после смерти Витовта власть его должна была перейти к Ягайло, а после смерти последнего поляки обязывались не избирать короля без согласия Витовта.
В 1405 году Витовт начал военные действия против Пскова; тот обратился за помощью к Москве. Однако Москва объявила войну Великому княжеству Литовскому только в 1406 году, крупные военные действия фактически не велись и после нескольких перемирий и стояния на Угре Витовт и великий князь московский Василий I заключили «вечный мир», впервые установивший общую границу двух государств.
На западе Великое княжество Литовское вело борьбу с Тевтонским орденом, жмудская земля, отданная немцам, постоянно обращалась к Литве с просьбой об освобождении. Объединённые войска Королевства Польского и Великого княжества Литовского в Грюнвальдской битве (1410) нанесли Тевтонскому ордену такое поражение, от которого орден уже не мог оправиться. По Торуньскому миру (1411) Ягайло и Витовт получили Жмудь в пожизненное владение; в 1422 году Тевтонский орден окончательно отказался от Жемайтии.
В 1410-х годах ордынцы во главе с Едигеем основательно опустошили юг Великого княжества Литовского. В 1416 году был разорён Киев, Печерский монастырь и десяток окрестных городов. В последующие годы было разорено Подолье.
В Городне на сейме ещё раз было подтверждено соединение Литвы с Польшей: в Литве учреждались сеймы, литовское дворянство сравнивалось правами с польским. Следствием был рост влияния поляков и католического духовенства в Литве. Витовт стремился к соединению церквей, считая униатство компромиссом, на который могут пойти как православные, так и католики. Но его переговоры по этому поводу и поддержка гуситов не привели ни к чему. В последние годы Витовт помышлял об отделении Литвы от Польши и задумал с этой целью короноваться, но поляки перехватили послов, вёзших ему корону от императора Сигизмунда.
Витовт вмешался в дела Великого княжества Московского, когда в 1427 году началась династическая распря между внуком Витовта Василием Тёмным и дядей Василия Юрием Звенигородским. Витовт, опираясь на то, что великая княгиня московская, его дочь Софья, вместе с сыном, людьми и землями приняла его защиту, претендовал на господство над всей Русью. Витовт вмешивался также в политику европейских стран и имел значительный вес в глазах европейских государей. Император Священной Римской империи дважды предлагал ему королевскую корону, но Витовт отказывался и принял только третье предложение императора.
Коронация была намечена на 1430 год и должна была состояться в Вильне, куда собрались многочисленные гости. Признание Витовта королём и, соответственно, Великого княжества Литовского королевством не устраивало польских магнатов, которые надеялись на инкорпорацию Великого княжества Литовского. Ягайло был согласен на коронацию Витовта, но польские магнаты перехватили королевскую корону на территории Польши. Витовт в то время болел, по легенде он не вынес известия об утрате короны и умер в 1430 году в своём Трокском (Тракайском) замке на руках у Ягайло.

### Борьба за власть в государстве после Витовта
После смерти Витовта князья и бояре Великого княжества Литовского на сейме выбрали великим князем Свидригайло — младшего брата Ягайло; последний признал это избрание, несмотря на то, что оно было сделано без согласования с польским королём, магнатами и панами и было предусмотрено униями между Великом княжеством Литовским и Королевством Польским. Произошёл разрыв унии между Великим княжеством Литовским и Польшей. Вскоре между ними начался военный конфликт из-за Волыни.
В 1432 году группа пропольски настроенных князей совершила переворот и возвела на престол брата Витовта — Сигизмунда. Это привело к феодальной войне между сторонниками Сигизмунда и Свидригайло. В ходе войны Ягайло и Сигизмунду пришлось пойти на ряд уступок, чтобы привлечь на свою сторону сторонников Свидригайло. Исход войны решился в 1435 году в битве под Вилькомиром (ныне Укмерге), в которой войска Свидригайло понесли очень большие потери.
Свидригайло ещё несколько лет держался в русских областях. Правление Сигизмунда длилось недолго — недовольные его политикой, подозрительностью и необоснованными репрессиями православный князь Чарторыйский и бояре составили против него заговор, и он был убит в Трокском замке (1440).
Одни стояли за сына Сигизмунда Михаила, другие — за Свидригайло, третьи — за короля Владислава. Последний, избранный в то время венгерским королём, послал наместником в Литву брата своего Казимира Ягайловича, которого там избрали великим князем. Нестабильностью политической власти в государстве пытались воспользоваться некоторые русские земли для восстановления независимости (Смоленская замятня 1440—1442 годов).
Попытка поляков разделить Литву между Владиславом и Казимиром вызвала сильное сопротивление в Литве. Пользуясь советами Гаштольда, Казимир изучил языки Литвы и свыкся с их обычаями. После смерти Владислава поляки избрали королём Казимира и требовали соединения Литвы с Польшей, но Литва этому противилась. На сеймах (люблинский — 1447, парчевский — 1451, серадский — 1452, парчевский и петроковский — 1453) поднимался этот вопрос, но соглашения достигнуто не было.

### Правление династии Ягеллонов
В 1449 году Казимир заключил с московским великим князем Василием II мирный договор, который разделял зоны влияния двух государств в Восточной Европе (в частности, Новгородская республика была признана зоной влияния Москвы), запрещал каждой стороне принимать внутриполитических противников другой стороны и соблюдался до конца XV века.
При Казимире была учреждена Киевская православная митрополия с центром в Вильне (1458), первоначально униатская, с 1470 года в ведении вселенского патриарха Константинополя (в то время как московская митрополия сохраняла автокефалию). За просьбой новгородцев к киевскому митрополиту прислать им нового архиепископа последовал захват Новгородской земли Московским княжеством (1478). В 1480 году московский князь Иван III освободил подвластные земли от ордынского ига, а в 1487 году принял титул «князя Болгарского», после чего подчинённые Литве верховские князья начали переходы на службу к московским князьям вместе с владениями, что открыло серию войн, получивших в русской историографии название «русско-литовских». В частности, по итогам войны 1500—1503 годов Литва лишилась примерно трети своей территории (чернигово-северские земли), в 1514 году — смоленских земель.
Казимир расширил международное влияние династии Ягеллонов — подчинил Польше Пруссию, посадил своего сына на чешский и венгерский троны. В 1492—1526 годах политическая система Ягеллонов охватывала Польшу (с вассалами Пруссией и Молдавским княжеством), Литву, Чехию и Венгрию.
Согласно завещанию Казимира (ум. 1492) Польша перешла к его сыну Яну Ольбрахту, Литва — к Александру. По смерти Иоанна Альбрехта (1501) Александр стал и королём польским. Он стремился к распространению польского начала в Великом княжестве Литовском. При нём в 1501 году была подтверждена политическая уния Великого княжества Литовского с Королевством Польским на началах, установленных ещё Ягайло.
После Александра великим князем был избран младший Казимирович Сигизмунд I (1506—1548), позже избранный и королём польским. Постоянной его целью было ещё большее сближение Литвы с Польшей. Ему приходилось выдерживать борьбу с притязаниями шляхты, сеймы которой постоянно усиливались. Разладу между королём, с одной стороны, духовенством и дворянством — с другой, много способствовала вторая жена Сигизмунда Бона. Раздача имений с освобождением владельцев от повинностей тяжело ложилась на государственную казну. Земли сначала раздавались во временное пользование, но постепенно обращались в наследственные.
На сейме 1535 года по предложению Сигизмунда состоялось постановление о поверке шляхетских прав на землю на основании коронной метрики. Сигизмунд решился провести общую поверку шляхетских прав и статутов, а затем восстановить некоторые налоги, отменённые прежними королями, например воловщину с продаваемого шляхтой скота. Это возбудило сильное неудовольствие; когда во Львове собралось в 1537 году «посполитое рушение» против Молдавии, шляхта не хотела примкнуть к нему и поход не состоялся. Этот эпизод носит ироническое название «куриной войны».

### В составе Речи Посполитой
В ходе Ливонской войны, при Сигизмунде II Августе (1522—1572) была заключена Люблинская уния (1569). Уния встретила сильное противодействие литовской элиты и только сильным давлением Польскому королевству удалось заставить Литву согласиться. Великое княжество Литовское должно было уступить Польше Подляшье, Волынь и Киевское княжество. Ливония была объявлена принадлежностью обоих государств. Великое княжество Литовское объединилось с Королевством Польским в федеративное государство — Речь Посполитую. Согласно акту Люблинской унии (оригинал акта до наших дней не сохранился), Литвой и Польшей правил совместно избираемый король, а государственные дела решались в общем Сейме. Однако правовые системы, денежная система, армия и правительства оставались отдельными, существовала и граница между двумя государствами, на которой взимались таможенные сборы. Спустя три года пресеклась династия Ягеллонов.
В XVI—XVIII веках в Великом княжестве Литовском господствовала шляхетская демократия. Во второй половине XVII — начале XVIII века, после опустошительных русско-польской и Северной войн 1654—1667 годов и Северной войны 1702—1709 годов, Речь Посполитая пришла в упадок.
В 1772, 1793 и 1795 годах произошли три раздела территории Речи Посполитой между Российской империей, Пруссией и Австрийской империей. Согласно Петербургской конвенции 1795 года бо́льшая часть территории Великого княжества Литовского была присоединена к России, но Белостокская земля, а также Сувалкия (территория между Восточной Пруссией и Неманом) отошли к Пруссии. 14 (25) декабря 1795 года российской императрицей Екатериной II был издан манифест «О присоединении к Российской Империи всей части Великого Княжества Литовского, которая по прекращении мятежей в Литве и Польше занята была войсками». На этом фактическое существование Великого княжества Литовского прекратилось.
Впоследствии по Тильзитскому миру 1807 года Сувалкия вошла в состав Герцогства Варшавского, а Белостокская земля отошла к России.
Во время Отечественной войны территория бывшего ВКЛ была поделена французской оккупационной администрацией на департаменты, объединённые в 2 генерал-губернаторства. Департаменты, которые территориально совпадали с бывшими литовскими губерниями, были подчинены генерал-губернатору Хогендорпу. При нём действовал орган местного самоуправления из магнатов «Комиссия временного правительство ВКЛ». Бывшие белорусские губернии подчинялись своему генерал-губернатору, при котором действовала вторая комиссия из магнатерии. Шляхта из департаментов Хогенторпа присоединилась к Генеральной конфедерации Польского Королевства. Конфедерация была ликвидирована в марте 1813 года.
После Венского конгресса (1815), когда в составе Российской империи было создано Царство Польское (включавшее в себя большую часть упразднённого Герцогства Варшавского, в том числе и Сувалкию), все территории, некогда составлявшие Великое княжество Литовское, вошли в состав России.

## Этноязыковая ситуация
Великое княжество Литовское было полиэтническим государством, что обусловлено этнической неоднородностью входивших в его состав земель. При том, что правящая элита государства первоначально была балтского происхождения, подавляющее большинство населения и этнокультурную основу княжества составляли славяне и частично балты.
Славянское большинство населения княжества представляло собой жителей бывших княжеств Руси, присоединённых великими князьями литовскими, не проводившими какой-либо языковой или религиозной политики (руководствуясь принципом — «старины не рушить, а новизны не вводить»), лишь распространяя свою власть на вновь присоединённые земли.
Балтское население Великого княжества Литовского — курши, латгалы, селы, жемайты, аукштайты, дзуки, бежавшие в XIII веке от насильственной христианизации земгалы, часть пруссов (бортеи или зуки, скаловы, летувинники); часть ятвягов — стали основой литовского народа.
Славянское население княжества и часть балтского стали основой формирования двух восточнославянских народов — белорусов и украинцев.
Великое княжество Литовское также населяли поляки (крестьяне-колонисты, известные как мазуры, горожане и отчасти мелкая шляхта); немцы, составлявшие прежде всего купечество и проживавшие в основном в городах; евреи (литваки), литовские татары, караимы, небольшие группы шотландцев (шкоты), армян, итальянцев, венгров и других народов.
Делопроизводство велось преимущественно на западнорусском языке (в белорусской историографии также известен как старобелорусский, в украинской — староукраинский), образовавшемся в результате взаимодействия западных диалектов древнерусского языка восточных славян и старославянского языка.

Кроме торговли, которая, издавна сближая оба народа, ознакомила Литовцев с русским языком; кроме религии восточного исповедная, которая под покровительством княжеских жен, по большой части, русского происхождения, уже от начала XIII столетия делая в Литве значительные успехи, посредством духовных лиц и славянской литургии, осваивала Литовцев со всем русским; и еще более содействовали к тому политические сношения Литвы с более населенной и гораздо образованнейшей христианскою Русью. Еще прежде завоеваний Гедимина и Ольгерда, начали Литовцы вмешиваться в дела русских князей и городов; завоевания же эти еще более сроднили их с русским народом. В следствие этого многие из них, проживая долго между русскими, наблюдали их нравы и обычаи, старались приноравливаться к их образу жизни, учились их языку, принимали крещение и православное исповедание, и входили в родственные связи с русским народом; по возвращении же в отечество служили образцами к подражанию соотечественникам. Таким путем не только высшая тогдашняя цивилизация Руси могла, не в одном отношении, иметь влияние на Литву, но и русский язык, в особенности в высшем классе жителей, получил в последствии преимущество перед отечественным, до такой степени, что сделался наконец языком двора и судебных мест. Вместе с языком сделались общеупотребительными и письмена русские. А потому при таком перевесе руссицизма, не удивительно, что самые древние уложения, а потом все три статута литовские, многие княжеские привилегии и летописи, составлены были только на Русском языке, и что до сих пор не найдено ни малейшей даже частной сделки, написанной по-литовски.
Термин «старобелорусский язык» был введён в научный обиход российским филологом-славистом Евфимием Карским в 1893 году на основании близости лексического строя западнорусского языка с народными белорусскими говорами XIX века. В XIV—XV веках западнорусский письменный язык стал основным языком канцелярии Великого княжества Литовского, сохранив преобладающие позиции до середины XVII века, когда он был вытеснен из делопроизводства польским языком, ставшим со временем и языком общения привилегированного сословия (шляхты). На собственно литовском языке делопроизводство не велось.
Западнорусский являлся государственным языком. Также письменными языками княжества были церковнославянский, латинский, изредка — литовский (в том числе и жемайтский вариант письменности); в отдельных случаях использовался немецкий, татарский и хазарский/караимский. Во времена Франциска Скорины литовский язык использовался всеми социальными слоями, но только как разговорный — на нём не писали. Представители литовских элит воспринимали тексты, написанные на западнорусском, как написанные на своём родном языке.
Также отмечается, что государственный статус западнорусского языка закреплён Статутами Великого княжества Литовского. По мнению литовских исследователей, западнорусский письменный язык сохранял известную дистанцию по отношению к разговорным языкам, в связи с чем в литовской историографии западнорусский письменный язык называют канцелярским языком Великого княжества Литовского.
По мнению литовских учёных, основанному на лингвистических данных; исследованиях списков костёльных метрик, учебных заведений с указаниями этнической принадлежности и владением языками; отдельных упоминаниях в судебных источниках, свидетельствующих о бытовой языковой ситуации, правовой, хозяйственной и бытовой терминологии, состоящей из большой доли литуанизмов; литовский язык в Великом княжестве Литовском имел определённое распространение и использовался в качестве языка общения на территории Жемайтии и Аукштайтии, причём как людьми низшего сословия, так и двором правителя и виднейшими боярами. Согласно белорусским исследователям, литовский язык был распространён только среди низшего сословия населения этнической Литвы, хотя постепенно жители этих земель переходили на славянские языки. На русских землях Великого княжества Литовского говорили на восточнославянских диалектах, которые легли в основу белорусского и украинского языков и назывались «русинский» или «руський язык».
В XVIII веке литературные памятники на западнорусском письменном языке представлены в основном интермедиями — короткими вставками в иноязычный текст. В конце XVIII века основные документы стали печататься уже на польском языке, появляются первые параллельные переводы отдельных документов на литовский язык, которые издаются для жителей Великого княжества Литовского, в то время как западнорусский язык вытесняется из делопроизводства. Так, конституция 3 мая 1791 года была написана по-польски и сразу переведена лишь на литовский язык (она стала первым юридическим актом на этом языке).
С 1791 года появляются и переводы постановлений Сейма на литовский язык. «Воззвания» Тадеуша Костюшко 1794 года к восставшим жителям Великого княжества Литовского также обращаются к согражданам в том числе на литовском языке.

## Административное устройство, социальная структура, войско
Правовая структура Великого княжества Литовского была построена по нормам древнерусского права («Старины не рушаем, новины не вводим»), на которые, в свою очередь, оказали существенное влияние нормы византийского гражданского и уголовного права. Со второй половины XIV века, вследствие унии с Королевством Польским, происходит постепенное заимствование римского права. Правовая структура была изложена в Судебнике 1468 года, а затем в трёх Статутах Великого княжества Литовского: 1529, 1566 и 1588 годов.
Развитие социальной и правовой структуры Великого княжества Литовского связано с развитием феодальных отношений, развитием городов и становлением шляхетского сословия (боярства), а со второй половины XVI века с постепенным закрепощением крестьян по польскому образцу.
В 1565—1566 годах в Великом княжестве Литовском была проведена административная реформа, в результате которой утвердилось административное деление государства на следующие воеводства:
- Берестейское воеводство (Берестейский и Пинский);
- Брацлавское воеводство (с 1569 года в составе Короны Королевства Польского);
- Виленское воеводство (Браславский, Виленский, Лидский, Ошмянский и Вилькомирский поветы);
- Витебское воеводство (Витебский и Оршанский поветы);
- Волынское воеводство (с 1569 года находилось в составе Короны Королевства Польского);
- Киевское воеводство (с 1569 года находилось в составе Короны Королевства Польского);
- Минское воеводство (Минский, Речицкий и с 1569 года Мозырский поветы);
- Мстиславское воеводство (без поветов);
- Новогрудское воеводство (Волковысский, Новогрудский, Слонимский поветы);
- Подляшское воеводство (с 1569 года в составе Короны Королевства Польского);
- Полоцкое воеводство (без поветов);
- Трокское воеводство (Трокский, Упитский, Гродненский и Ковенский поветы).

## Культура
Культура Великого княжества Литовского формировалась на территории нынешних Литвы, Беларуси, большей части Украины, части Польши и части России, развивалась под воздействием взаимосвязанных социально-экономических, сословно-классовых и политических факторов, опиралась на богатое древнерусское наследство и западные традиции. Имела черты общности восточнославянских и европейских культур.
При возникновении Великого княжества Литовского вошедшие в его состав земли находились на разных уровнях экономического, политического и культурного развития. Основные этнические особенности материальной и духовной культуры Великого княжества Литовского определились в XIII—XVI веках, когда в результате широкого поля взаимодействия восточнославянской, западнославянской и балтской культур появились перекрёстные явления. Территории современных Украины, Беларуси и частично России составляли 90 % общей площади княжества, и по сути в Великом княжестве Литовском к концу XVI века возникла единая метакультура. Этому способствовали также исторические традиции, культурная и языковая близость. Для культурной жизни государства характерным было присутствие двух тенденций: этнорелигиозное самосознание с ориентацией на традиционные культурные ценности и естественное взаимодействие культур, создававшее единое культурное пространство.

### Религия
До Кревской унии в Великом княжестве Литовском существовали две разновеликие территории, различающиеся в религиозном отношении: северо-запад государства сохранял традиционное язычество, а другая часть государства была крещена в православие ещё в период Древней Руси. После Кревской унии началось активное распространение католичества, пользовавшегося поддержкой центральной власти. Реформация проникла в Литву из Пруссии, но распространялась сначала довольно слабо. С середины XVI века под её влиянием в Великом княжестве Литовском распространялись протестантские идеи, широко воспринятые в среде магнатерии. В 1596 году состоялась Брестская уния, в результате которой часть православных признала власть папы римского и оформилась в особую униатскую (католическую) церковь, придерживающуюся византийского обряда. Среди нехристианских религий в Великом княжестве Литовском были наиболее распространены иудаизм и ислам, впервые зафиксированные здесь в XIV веке.

### Образование
В XIII веке письменность стала распространяться среди горожан, купцов и ремесленников. В XIV и особенно в XV веке в крупных имениях создавались школы. Расширилось обучение детей странствующими учителями-самоучками («мастерами грамоты», «даректорами»). Курс обучения ограничивался элементарной грамотой.
Проникая в Литву, католики также учреждали свои училища. Одной из первых была коллегия, учреждённая королевой Ядвигой для 12 литовцев при Пражской академии; затем была учреждена краковская академия, где окончило курс немало литовских бояр. Однако и католические училища преподавали первоначально на западнорусском языке. Так, в 1454 году было учреждено при виленском св. Станислава кафедральном соборе училище для подготовки духовенства. В этом училище учились и представители светских профессий, однако значительная часть его выпускников предназначалась для духовной службы в костёлах. В этом училище от основания и до начала XVII века науки преподавались на латыни и на западнорусском языке. Преподавание в костёльных школах не только Литвы, но и Жемайтии вплоть до конца XVII века велось на западнорусском языке.
В XVI веке в городах и местечках Великого княжества Литовского возникли кальвинистские школы, позже — школы различных католических орденов: иезуитов, базилиан, ариан. В XVI—XVII веках важную роль в организации образования сыграли братские школы. Учебные заведения католического ордена пиаров появились в Великом княжестве Литовском в XVIII веке.

#### Кальвинистские школы
В 1550-х годах в Вильне, Бресте, Кейданах, Несвиже, Биржае, Клецке, Дубинках возникли кальвинистские общины. К 1560-м годам кальвинизм приняло большинство магнатов Великого княжества Литовского, число общин ширилось. При общинах стали возводиться храмы, учреждаться школы.
Во второй половине XVI — начале XVII века кальвинистские школы существовали в Шилуве, Витебске, Новогрудке, Орше, Ивье, Сморгони, Заславле, Ковно, Минске, Копыле, Плунге, Койданове, Любче, Ивенце, Ретавасе и других местах.
Особое внимание в школах уделялось религиозному воспитанию, однако значительное место уделялось и светским наукам: изучались богословие, различные языки, риторика, история, математика, античная поэзия, церковное пение.
Учились 6-10 лет. Выпускники отдельных школ получали знания, достаточные для поступления в университет.

#### Пиарские школы
Учебные заведения католического ордена пиаров появились в Великом княжестве Литовском в XVIII веке. Школы были в Вильне, Щучине, Расейнях, Воронове, Дукште, Могилёве, Укмерге, Россонах, Поставах, Паневежисе, Витебске, Зельве. В 1726 году в Вильне учреждена пиарская коллегия, действовавшая до 1842-го. В 1782—1831 действовало Полоцкое высшее пиарское училище.
Воспитывали детей они в духе религиозности и преданности ордену. Обучение считалось бесплатным, но дети из бедных семей выполняли работы по монастырю.
В 1740-е годы по инициативе польского просветителя С. Канарского проведена реформа пиарских школ: введены курс теологии, изучение польского языка и литературы, математики, музыки, рисования.

#### Университеты
26 июля 1400 года король польский Ягайло возобновил деятельность Краковского университета, что имело особое значение не только для Польши, но и для Великого княжества Литовского — пока не были основаны ни Кёнигсбергский (1544), ни Виленский университеты (1579), Краковский университет был главной высшей школой для литовской молодёжи. Ягайло оказывал поддержку литовцам, обучавшимся в университете: в 1409 году он поручил выделить дом для размещения бедных студентов, особенно тех, которые «прибыли из Литвы и Руси».